# Ibrahima Tallé
Ibrahima Tallé (ur. 29 sierpnia 1972) – burkiński piłkarz grający na pozycji obrońcy.

## Kariera klubowa
W swojej karierze piłkarskiej Tallé grał w klubach z Wybrzeża Kości Słoniowej: Séwé Sport i Jeunesse Abidżan.

## Kariera reprezentacyjna
W reprezentacji Burkiny Faso Tallé zadebiutował w 1998 roku. W tym samym roku został powołany do kadry Burkina Faso na Puchar Narodów Afryki 1998. Na tym turnieju zajął 4. miejsce. Wystąpił na nim w sześciu meczach: z Kamerunem (0:1), z Algierią (2:1), z Gwineą (1:0), w ćwierćfinale z Tunezją (1:1, k. 8:7), półfinale z Egiptem (0:2) i o 3. miejsce z Demokratyczną Republiką Konga (4:4, k. 1:4), w którym strzelił gola.